# Бел Хил (Вашингтон)
Бел Хил (енгл. Bell Hill) насељено је место без административног статуса у америчкој савезној држави Вашингтон.

## Демографија
По попису из 2010. године број становника је 837, што је 106 (14,5%) становника више него 2000. године.
| Група             | 2000.       | 2010.       |
| Белци             | 690 (94,4%) | 780 (93,2%) |
| Афроамериканци    | 0 (0,0%)    | 0 (0,0%)    |
| Азијати           | 8 (1,1%)    | 16 (1,9%)   |
| Хиспаноамериканци | 7 (1,0%)    | 23 (2,7%)   |
| Укупно            | 731         | 837         |